# Hindolo Mustapha
Hindolo Thomas E. Mustapha (29 luglio 2006) è un calciatore sierraleonese, centrocampista del Crystal Palace Under-21 e della nazionale sierraleonese.

## Carriera

### Club
Ha iniziato a giocare nel settore giovanile del Crystal Palace nel 2023 ed il 31 gennaio 2024 ha firmato il suo primo contratto professionistico; durante la stagione 2023-2024 esordisce tra i professionisti, giocando una partita di Football League Trophy con l'Under-21 dei Glaziers. Gioca poi altre 2 partite nel medesimo torneo nella stagione successiva.

### Nazionale
Il 2 settembre 2024 ha ricevuto la prima convocazione con la nazionale sierraleonese. Ha debuttato il 6 settembre seguente nell'incontro di qualificazione per la Coppa d'Africa 2025 pareggiato 0-0 contro il Ciad. Quattro giorni dopo, alla seconda presenza, realizza il suo primo gol per la Sierra Leone nella sconfitta per 3-2 contro lo Zambia.

## Statistiche

### Cronologia presenze e reti in nazionale
| Cronologia completa delle presenze e delle reti in nazionale ― Turchia | Cronologia completa delle presenze e delle reti in nazionale ― Turchia | Cronologia completa delle presenze e delle reti in nazionale ― Turchia | Cronologia completa delle presenze e delle reti in nazionale ― Turchia | Cronologia completa delle presenze e delle reti in nazionale ― Turchia | Cronologia completa delle presenze e delle reti in nazionale ― Turchia | Cronologia completa delle presenze e delle reti in nazionale ― Turchia | Cronologia completa delle presenze e delle reti in nazionale ― Turchia |
| Data                                                                   | Città                                                                  | In casa                                                                | Risultato                                                              | Ospiti                                                                 | Competizione                                                           | Reti                                                                   | Note                                                                   |
| ---------------------------------------------------------------------- | ---------------------------------------------------------------------- | ---------------------------------------------------------------------- | ---------------------------------------------------------------------- | ---------------------------------------------------------------------- | ---------------------------------------------------------------------- | ---------------------------------------------------------------------- | ---------------------------------------------------------------------- |
| 6-9-2024                                                               | Monrovia                                                               | Ciad                                                                   | 0 – 0                                                                  | Sierra Leone                                                           | Qual. Coppa d'Africa 2025                                              | -                                                                      | 87’                                                                    |
| 10-9-2024                                                              | Ndola                                                                  | Zambia                                                                 | 3 – 2                                                                  | Sierra Leone                                                           | Qual. Coppa d'Africa 2025                                              | 1                                                                      | 59’ 90+4’                                                              |
| 11-10-2024                                                             | San-Pédro                                                              | Costa d'Avorio                                                         | 4 – 1                                                                  | Sierra Leone                                                           | Qual. Coppa d'Africa 2025                                              | -                                                                      | 41’                                                                    |
| Totale                                                                 |                                                                        | Presenze                                                               | 3                                                                      |                                                                        | Reti                                                                   | 1                                                                      |                                                                        |